# Boyd Gaming
Boyd Gaming Corporation, tidigare Boyd Group, är ett amerikanskt företag inom gästgiveri, hasard- och totalisatorspel. De har verksamheter i större delen av USA, dock främst i delstaten Nevada. Boyd var 2019 världens nionde största kasinoföretag efter omsättning. De äger också resebyrå, som anordnar resor mellan det amerikanska fastlandet och Hawaii, och försäkringsbolag, som specialiserar sig på reseförsäkringar.
Företaget har sitt huvudkontor i Spring Valley i Nevada.

## Historik
Företagets medgrundare Sam Boyd var redan delägare i kasinot The Mint Las Vegas i Las Vegas och gick ihop 1962 med sonen Bill om att köpa Eldorado Casino i Henderson. Den 1 januari 1975 grundade de två dagens företag med namnet Boyd Group i syfte att äga och driva kasinot California Hotel and Casino. Fadern var tydlig med att företaget inte skulle hålla på med skumraskaffärer, som var ett vanligt problem i Las Vegas i och med stadens kopplingar till organiserad brottslighet. Detta ledde till att Nevadas myndigheter för hasardspel och kasinon, ofta vände sig till dem för att få hjälp med utredningar av de andra kasinon i Las Vegas. De tydligaste exemplen var Fremont Hotel and Casino och Stardust Resort and Casino. Den delstatliga hasardspelskommissionen Nevada Gaming Control Commission (NGCC) uppskattade att under 1970-talet hade individer förskingrat minst 14 miljoner amerikanska dollar av Stardusts vinst och som hade hamnat i fickorna hos maffian. I början av 1980-talet kontaktade NGCC Boyd om en förfrågan om att ta över kasinoverksamheten på de två kasinon och de accepterade erbjudandet. Boyd köpte de båda kasinonen när ägarnas spellicenser gick ut 1985. Den 15 januari 1993 avled Sam Boyd och sonen tog över. I juli meddelade företaget att man skulle bli ett publikt aktiebolag och låta aktien handlas på New York Stock Exchange (NYSE). I november 1994 bytte man namn till det nuvarande.
1996 hade konkurrenten Mirage Resorts och dess VD Steve Wynn planer på att uppföra ett stort kasinokomplex i Atlantic Citys småbåtshamnsdistrikt, största nöjessatsningen i stadens historia. Komplexet skulle bestå av fyra kasinon, 7 000 hotellrum och skapa uppemot 20 000 nya jobb till staden. Mirage hade planerat att uppföra kasinot Le Jardin, de hade även gett klartecken till Boyd och Circus Circus Enterprises att uppföra egna kasinon där. I januari 1998 meddelade dock Mirage att man skulle avbryta samarbetet med Boyd och Circus Circus eftersom deras eget kasinoprojekt svällde till det dubbla och behövde dubbelt så mycket mark än vad som var planerat initialt. Både Boyd och Circus Circus svarade med att stämma Mirage för kontraktsbrott. Det slutade med förlikningar där Boyd fick fortsätta med sitt kasinoprojekt med arbetsnamn Borgata medan Circus Circus lämnade helt. 2000 blev Mirage uppköpta av en annan konkurrent i MGM Grand. Stora delar av originalplanerna skrotades men MGM ansåg dock att Boyds planerade kasino och hotell var intressant, man föreslog för dem att de skulle starta ett samriskföretag tillsammans och dela på kostnaderna. Boyd accepterade detta och Borgata uppfördes 2003 till en totalkostnad på 1,1 miljarder dollar, dock blev kasinot både större och dyrare än vad Boyd hade tänkt sig från början. Den 2 juli 2003 invigdes kasinot men redan efter några dagar började Boyd och MGM föra förhandlingar om att utöka Borgatas hotellkapacitet och 2006 inledde man en större renovering till en kostnad på 600 miljoner dollar. 400 miljoner dollar av dessa skulle användas för att uppföra lyxhotellet The Water Club, som stod klart två år senare. I februari 2004 köpte man konkurrenten Coast Casinos för totalt 1,28 miljarder dollar. I maj 2016 köpte MGM upp Boyd Gamings 50 % av komplexet och samriskföretaget, där både Borgata och The Water Club ingår, för 900 miljoner dollar.
Den 15 oktober 2016 meddelade Penn National Gaming att man officiellt hade förvärvat Pinnacle Entertainment för 2,8 miljarder dollar med hjälp av Boyd. Boyd betalade 563,5 miljoner dollar för ta över drifträttigheterna från Pinnacle gällande fyra egendomar, de betalade ytterligare 57,7 miljoner dollar, som finansierades av Gaming and Leisure Properties (GLPI), för köpa loss en av dessa.

## Tillgångar
Uppdaterad: 31 december 2019.

### Nuvarande
- (GLPI) = Egendomen ägs av Gaming and Leisure Properties[24] medan Boyd driver den.

|         | Namn                                           | Ort                           | Antal hotellrum | Spelyta (m2) |
| ------- | ---------------------------------------------- | ----------------------------- | --------------- | ------------ |
|         | Aliante Casino and Hotel                       | North Las Vegas, Nevada       | 202             | 11 613       |
|         | Amelia Belle Casino                            | Amelia, Louisiana             | —               | 2 553        |
|         | Ameristar Kansas City (GLPI)                   | Kansas City, Missouri         | 184             | 13 006       |
|         | Ameristar St. Charles (GLPI)                   | Saint Charles, Missouri       | 397             | 12 077       |
|         | Belterra Casino Resort (GLPI)                  | Florence, Indiana             | 662             | 5 070        |
|         | Belterra Park Gaming & Entertainment Center    | Cincinnati, Ohio              | —               | 5 283        |
|         | Blue Chip Casino, Hotel and Spa                | Michigan City, Indiana        | 486             | 6 039        |
|         | California Hotel and Casino                    | Las Vegas, Nevada             | 781             | 3 330        |
|         | Cannery Casino Hotel                           | North Las Vegas, Nevada       | 200             | 7 990        |
|         | Delta Downs Racetrack Casino & Hotel           | Vinton, Louisiana             | 370             | 1 394        |
|         | Diamond Jo Dubuque                             | Dubuque, Iowa                 | —               | 4 042        |
|         | Diamond Jo Worth                               | Northwood, Iowa               | —               | 3 357        |
|         | Eastside Cannery Casino and Hotel              | Sunrise Manor, Nevada         | 306             | 5 935        |
|         | Eldorado Casino                                | Henderson, Nevada             | —               | 1 650        |
|         | Evangeline Downs Racetrack and Casino          | Opelousas, Louisiana          | —               | 3 643        |
|         | Fremont Hotel and Casino                       | Las Vegas, Nevada             | 447             | 2 810        |
|         | Gold Coast Hotel and Casino                    | Paradise, Nevada              | 712             | 8 260        |
|         | IP Casino Resort Spa                           | Biloxi, Mississippi           | 1 089           | 7 590        |
|         | Jokers Wild Casino                             | Henderson, Nevada             | —               | 2 202        |
|         | Kansas Star Casino                             | Mulvane, Kansas               | —               | 6 504        |
|         | Main Street Station Casino, Brewery and Hotel  | Las Vegas, Nevada             | 406             | 2 501        |
|         | The Orleans Hotel and Casino                   | Paradise, Nevada              | 1 885           | 12 728       |
|         | Par-A-Dice Hotel and Casino                    | East Peoria, Illinois         | 202             | 2 426        |
|         | Sam's Town Hotel and Gambling Hall, Las Vegas  | Sunrise Manor, Nevada         | 645             | 11 212       |
|         | Sam's Town Hotel and Gambling Hall, Shreveport | Shreveport, Louisiana         | 514             | 2 721        |
|         | Sam's Town Hotel and Gambling Hall, Tunica     | Tunica, Mississippi           | 700             | 4 274        |
|         | Suncoast Hotel and Casino                      | Las Vegas, Nevada             | 427             | 8 909        |
|         | Treasure Chest Casino                          | Kenner, Louisiana             | —               | 2 323        |
|         | Valley Forge Casino Resort                     | King of Prussia, Pennsylvania | 475             | 3 345        |
| Totalt: | Totalt:                                        | Totalt:                       | 11 090          | 164 787      |

### Tidigare
|  | Namn                                  | Ort                       | Ägde      |
|  | ------------------------------------- | ------------------------- | --------- |
|  | Barbary Coast Hotel and Casino        | Paradise, Nevada          | 2005–2007 |
|  | Borgata                               | Atlantic City, New Jersey | 2003–2016 |
|  | Sam's Town Gambling Hall, Kansas City | Kansas City, Missouri     | 1995–1998 |
|  | Silver Star Hotel & Casino            | Choctaw, Mississippi      | 1994–2000 |
|  | South Point Hotel, Casino & Spa       | Enterprise, Nevada        | 2006–2007 |
|  | Stardust Resort and Casino            | Winchester, Nevada        | 1985–2006 |
|  | The Water Club                        | Atlantic City, New Jersey | 2008–2016 |

### Ej genomförda

#### Echelon Place

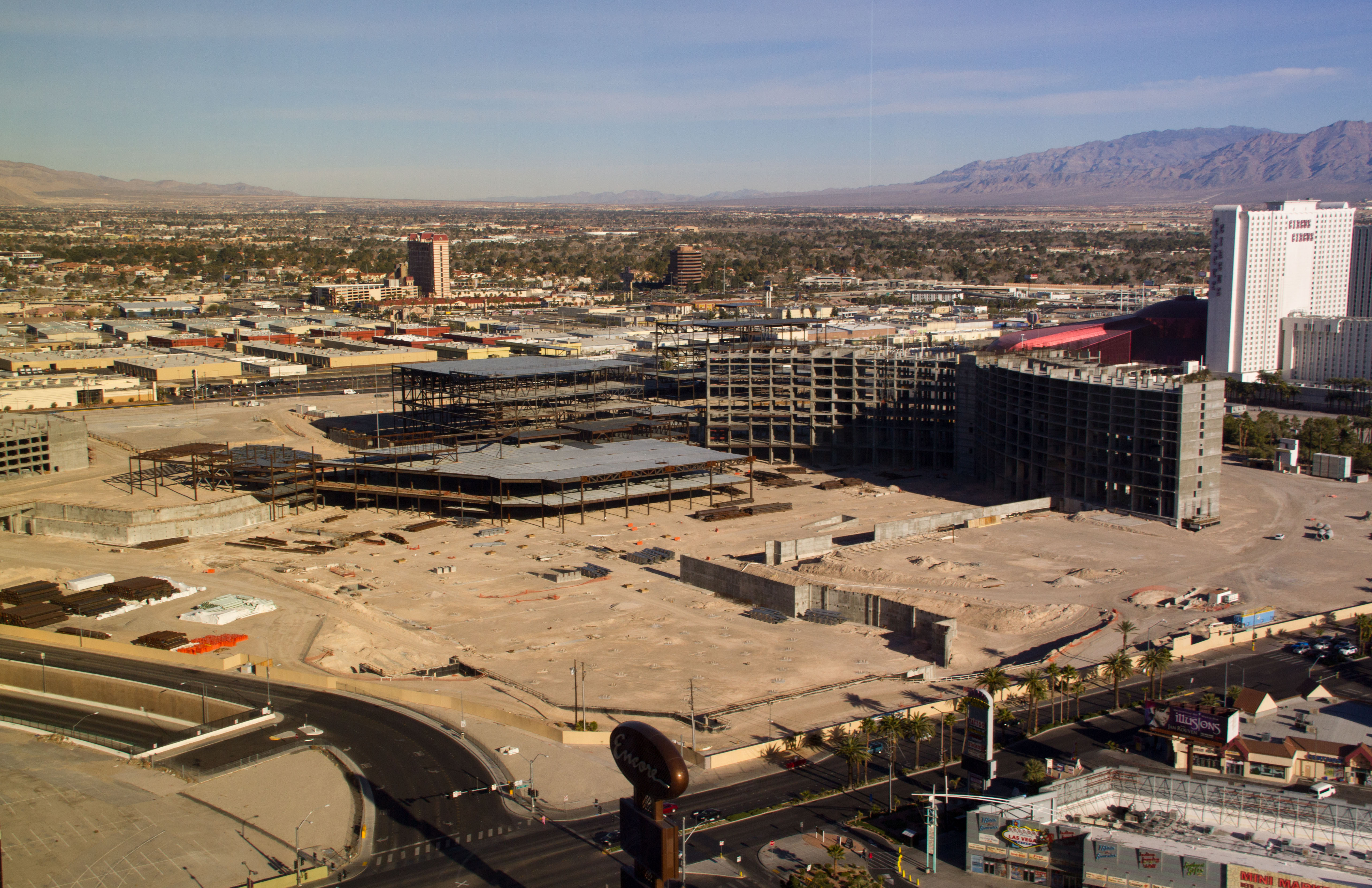
Echelon Place i februari 2013.

2007 beslutade Boyd om att riva Stardust i syfte att uppföra ett nytt med namnet Echelon Place, som skulle vara en kombinerad kasino och hotell, med kapacitet på 5 300 hotellrum. Kostnaden för bygget var budgeterat till 4,8 miljarder dollar men verkställdes dock aldrig på grund av den globala finanskrisen. Tomten stod oberörd fram till den 4 mars 2013 när det malaysiska företaget Genting Group köpte tomten för 350 miljoner dollar. Det som Boyd hade byggt upp till byggstoppet i augusti 2008 återanvändes och är basen i det nya kasinot som Genting bygger med namnet Resorts World Las Vegas.